# De zon op
"De zon op" is een nummer van de Nederlandse zanger en rapper Diggy Dex. Het nummer verscheen op zijn album Karavaan uit 2018. Op 20 juli van dat jaar werd het nummer uitgebracht als de tweede single van het album.

## Achtergrond
"De zon op" is geschreven door Diggy Dex, Martijn Konijnenburg en Lieuwe Roonder en geproduceerd door Konijnenburg. In een interview met het radiostation 100% NL vertelde Dex dat het nummer een gevoel geeft "alsof je in de auto stapt naar Frankrijk en je richting de zon gaat". Volgens hem is het nummer, net zoals de andere nummers op Karavaan, "gemaakt en gedeeld met vrienden onder de zon".
"De zon op" is een autobiografisch nummer; Dex vraagt zich af hoe zijn leven eruit zou zien zonder muziek. Hij zingt dat hij "zo'n twintig jaar geleden" zijn gedachten van zich afschreef. In het heden heeft hij inmiddels honderd liedjes geschreven, "de meeste voor mezelf", en geeft hij André Hazes jr., voor wie hij heeft meegeschreven aan zijn nummer "Leef", een shoutout. In een interview met bol.com vertelde Dex hierover: "Schrijven hielp me om mijn gedachten te ordenen. Ik was een jaar of 16. Ik had vragen die alle pubers hebben. En ook maatschappijkritisch natuurlijk, op een jonge, naïeve manier. Tegen het kapitalisme, allemaal slecht, de machthebbers zus, de machthebbers zo. Ietsje later ging ik me meer interesseren voor spiritualiteit, las ik De Celestijnse belofte. Dat zette me ook wel weer aan het denken."
"De zon op" kreeg veel aandacht van Nederlandse radiostations. Zo riep NPO Radio 2 het uit tot TopSong. Desondanks werd het geen grote hit: de Top 40 en de Single Top 100 werden niet gehaald en het kwam slechts tot de derde plaats in de Tipparade. Toch kwam het in 2019 binnen in de Radio 2 Top 2000.

## NPO Radio 2 Top 2000
| Nummer met noteringen in de NPO Radio 2 Top 2000 | '19  | '20 | '21 | '22 | '23  | '24  |
| ------------------------------------------------ | ---- | --- | --- | --- | ---- | ---- |
| De zon op                                        | 1513 | 902 | 826 | 768 | 1156 | 1012 |

1. ↑  Een vetgedrukt getal geeft de hoogste notering aan.
2. ↑  2019 was het eerste jaar met een notering voor dit nummer.